# 6806 Kaufmann
A 6806 Kaufmann (ideiglenes jelöléssel 6048 P-L) a Naprendszer kisbolygóövében található aszteroida. Cornelis Johannes van Houten,  Ingrid van Houten-Groeneveld és Tom Gehrels fedezte fel 1960. szeptember 24-én.